# اویساولا
اویساولا (به لاتین: Avissawella) یک شهرک در سری‌لانکا است که در استان غربی، سری‌لانکا واقع شده‌است.